# Krótki i długi okres w ekonomii
Krótki i długi okres – abstrakcyjne koncepcje czasu w ekonomii pozwalające w odmienny sposób modelować zachowania uczestników rynku w zależności od występujących na nim ograniczeń. W szczególności, w teorii mikroekonomii, długi okres to czas niezbędny do dostosowania się do nowych warunków wszystkich rodzajów czynników produkcji w przedsiębiorstwie. W okresie tym nie występują stałe czynniki produkcji. W krótkim okresie przedsiębiorstwo jest w stanie tylko częściowo dostosować użycie czynników do nowych warunków. W tym okresie ilość niektórych czynników produkcji nie zmienia się (jest stała).

## Krótki i długi okres a elastyczność popytu i podaży
Elastyczność cenowa popytu zależy od długości czasu, jaki konsumenci mają na przystosowanie struktury swych wydatków do zmieniających się cen. Elastyczność ta jest niższa w krótkim okresie, a wyższa w okresie długim, gdy zwiększają się możliwości substytucji. Przykładowo: nałogowi palacze nie są w stanie ograniczyć palenia w odpowiedzi na podwyżkę cen papierosów, to jednak wysoka cena odstręcza ludzi młodych, jeszcze niepalących. W efekcie liczba osób palących stopniowo maleje. Czas trwania długiego okresu zależy od specyfiki produktu, np. popyt na czekoladę może zareagować na zmiany ceny w ciągu paru miesięcy, natomiast pełna reakcja na zmianę cen benzyny czy papierosów może potrwać parę lat ze względu na niezbędne dostosowania technologiczne i występujące nałogi.
Podobnie cenowa elastyczność podaży w długim okresie jest większa niż w krótkim. Im czas jest dłuższy, tym większa możliwość dostosowania oferty produktów do zapotrzebowania zgłaszanego przez rynek. W krótkim okresie zwiększenie potencjału produkcyjnego jest ograniczone przez brak możliwości dynamicznej zmiany liczby czynników produkcji, np. kapitału czy pracy, natomiast w długim okresie producentom dóbr i usług łatwiej jest rozwinąć działalność produkcyjną. Zbudowanie nowej fabryki w krótkim okresie jest trudne ze względu na konieczność poniesienia niezbędnych nakładów inwestycyjnych, zatrudnienie nowych pracowników i otwarcie nowych sieci sprzedaży. W długim okresie wszystkie te działania są możliwe.

## Koszty długo i krótkookresowe
W krótkim okresie niektóre czynniki produkcji muszą być wykorzystywane w stałych ilościach. W długim okresie mogą zmieniać się wszystkie czynniki. Krótkookresowa funkcja kosztu przedstawia minimalny koszt wytwarzania danego poziomu produkcji przy zmianie jedynie zmiennych czynników produkcji. Długookresowa funkcja kosztów odzwierciedla minimalny koszt wytwarzania danego poziomu produkcji przy dostosowaniach wszystkich czynników produkcji.
Ze względu na ograniczenie obecnością stałych czynników produkcji w krótkim okresie, krótkookresowy koszt przeciętny (SAC) nie może być niższy niż odpowiedni koszt w długim okresie. Oznacza to, że krzywa krótkookresowego kosztu przeciętnego nie może leżeć poniżej linii długookresowego kosztu przeciętnego.
W przypadku przeliczalnych poziomów rozmiarów aparatury wytwórczej długookresowa krzywa kosztów krańcowych składa się z odpowiednich kawałków krzywych krótkookresowych. Dla każdego poziomu produkcji widać, na której krótkookresowej krzywej kosztów przeciętnych znajduje się firma i jakie koszty krańcowe odpowiadają tej krzywej. Stwierdzenie to jest niezależnie od liczby, rozmiarów i rodzajów aparatury wytwórczej. Długookresowe koszty krańcowe przy każdym poziomie produkcji muszą się równać krótkookresowym kosztom krańcowym związanym z optymalną wielkością rozmiaru wytwarzanej aparatury.

### Długookresowe koszty a korzyści skali
Jeżeli koszty całkowite rosną wolniej niż rozmiary produkcji, krzywa długookresowego kosztu przeciętnego opada – koszty przeciętne obniżają się. Oznacza to, że przedsiębiorstwo osiąga korzyści skali. Natomiast niekorzyści skali występują w sytuacji odwrotnej, tzn. gdy koszty całkowite rosną szybciej niż rozmiary produkcji. Wówczas długookresowe koszty przeciętne rosną wraz ze wzrostem rozmiarów produkcji. W przedsiębiorstwie możliwe jest też wystąpienie sytuacji, gdy koszty produkcji i rozmiary produkcji rosną w tym samym tempie. Długookresowy koszt przeciętny jest wtedy stały. Osiąganie korzyści skali jest jednym z głównych argumentów, które tłumaczą dominację dużych, światowych przedsiębiorstw. Korzyści skali wynikają z czynników technologicznych, marketingowych lub finansowych, sprawiających, że koszty przeciętne maleją wraz ze wzrostem produkcji.

## Decyzje przedsiębiorstw w krótkim okresie
W krótkim okresie możliwości przedsiębiorstwa są ograniczone i nie ma ono takiej swobody w podejmowaniu decyzji jak w długim okresie. Dlatego decyzje krótkoterminowe koncentrują się na tym, aby w ograniczonym okresie czasowym uzyskać największą efektywność i opłacalność. Decyzje podejmowane w krótkim okresie często mają wpływ na decyzje długookresowe. W przypadku popełnienia błędu, działania podejmowane przez firmę w krótkim okresie nie są tak kosztowne jak długoterminowe. Przeważnie są to operacje pieniężne oraz finansowe. Krótki okres kojarzony jest szczególnie z celami inwestorów, którym zależy na wzroście wartości rynkowej firmy.

## Decyzje przedsiębiorstw w długim okresie
W długim okresie przedsiębiorstwo może zmienić lokalizację, co może wywierać duży wpływ na koszty produkcji poprzez różne ceny ziemi, surowców, energii, materiałów i pracy w różnych lokalizacjach. Podejmując decyzję odnośnie do lokalizacji, przedsiębiorstwo musi zwrócić uwagę na: wielkość rynku zbytu, dostępność wykwalifikowanej kadry, jakość surowców dostępnych w danym rynku oraz poziom infrastruktury gospodarczej.
Kolejną ważną decyzją podejmowaną przez firmę w długim okresie jest wybór metod wytwarzania. Przedsiębiorstwo decyduje, jaką fabrykę wybudować, jak ją wyposażyć; wybiera technologie, z jakich będzie korzystać, a także technik, np. pracochłonnych lub pracooszczędnych. Decyzja dotycząca wyboru metod wytwarzania ma długookresowe konsekwencje – gdy fabryka zostanie wybudowana i maszyny zostaną zainstalowane, to na wiele lat co najmniej jeden czynnik produkcji będzie traktowany jako stały, wpływając na kolejne krótkookresowe decyzje. Ten krótki okres w praktyce może potrwać nawet kilka lat. Na wybór techniki wytwarzania i optymalnej kombinacji czynników produkcji składa się wiele elementów, a przy podejmowaniu decyzji inwestycyjnych wymagana jest szczegółowa analiza każdego z nich.
Przedsiębiorstwo w długim okresie podejmuje również decyzje dotyczące skali prowadzenia działalności, czyli rozmiarów produkcji. Przy zwiększaniu nakładów czynników produkcji, zwiększają się jej rozmiary. Jeżeli rozmiary produkcji powiększają się w tym samym tempie, w jakim nakłady czynników produkcji, to przedsiębiorstwo osiąga stałe korzyści skali. Jeżeli rozmiary produkcji rosną wolniej niż nakłady produkcji, to firma osiąga malejące korzyści skali, w sytuacji odwrotnej – rosnące.

## Maksymalizacja zysku w długim i krótkim okresie
Problem maksymalizacji zysku w krótkim okresie można interpretować w taki sposób, że nakład jednego z czynników jest niezmienny, więc firma stoi przed wyborem optymalnego poziomu drugiego czynnika w sposób maksymalizujący zysk. Jeśli {\displaystyle x_{1}^{*}} jest wielkością nakładu czynnika 1 maksymalizującą zysk, to cena produktu pomnożona przez krańcową produktywność czynnika 1 powinna równać się cenie czynnika 1, innymi słowy wartość krańcowej produkcyjności czynnika powinna równać się jego cenie.
Jeżeli {\displaystyle f(x_{1},x_{2})} jest funkcją produkcji firmy z dwoma czynnikami produkcji {\displaystyle x_{1}} i {\displaystyle x_{2},} to problem maksymalizacji krótkookresowego zysku można zapisać jako:
{\displaystyle \max {pf(x_{1},x_{2})-p_{1}x_{1}-p_{2}x_{2}},}
gdzie:
{\displaystyle p} – cena produktu,
{\displaystyle p_{1},p_{2}} – ceny nakładów {\displaystyle x_{1},x_{2}} z zaznaczeniem, że jeden z czynników jest stały (np. {\displaystyle {\bar {x}}_{2}}).
Optymalny wybór czynnika 1 opisuje formuła:
{\displaystyle pMP_{1}(x_{1}^{*},{\bar {x}}_{2})=p_{1}.}
W długim okresie firma ma swobodę wyboru poziomu wszystkich ponoszonych nakładów. Matematycznie rzecz ujmując, jest to taki sam problem, jak w przypadku analizy krótkookresowej, z tym, że teraz mogą się zmieniać obydwa czynniki. Warunek opisujący optymalny wybór ma taką samą treść jak przedtem, ale teraz trzeba stosować go do każdego czynnika. W efekcie stosunek krańcowych produktywności każdego z czynników musi być równy stosunkowi cen tych czynników. Oznacza to, że w punkcie optimum krańcowa stopa technicznej substytucji musi być równa stosunkowi cen czynników produkcji
{\displaystyle MRTS_{1,2}={\frac {MP_{1}}{MP_{2}}}={\frac {p_{1}}{p_{2}}}.}
Optymalny wybór czynnika 1:
{\displaystyle pMP_{1}(x_{1}^{*},x_{2}^{*})=p_{1}.}
Optymalny wybór czynnika 2:
{\displaystyle pMP_{2}(x_{1}^{*},x_{2}^{*})=p_{2}.}